# Списак сликара/Б
| Сликари: A Б В Г Д Ђ Е Ж З И Ј К Л Љ М Н Њ О П Р С Т Ћ У Ф Х Ц Ч Џ Ш |

## Баб.. до Баш..
Љубо Бабић (1890—1974), хрватски сликар
Дирк ван Бабурен (1590—1624), холандски сликар
Георг Базелиц (рођен 1938), немачки сликар и скулптор
Фредерик Базиј (1841—1870), француски сликар
Дионосио Баиксерас Вердагер (1862—1943)
Дитер Борст (рођен 1950), Немачка
Георгије Бакаловић, 1786 — 1843 српски сликар
Марчело Бакијарели (1731—1818), италијански сликар
Лудолф Бакхујзен (1631—1708), холандски сликар
Роберт Бала (рођен 1943), ирски сликар
Арпад Г. Балаж (1887—1981), мађарски сликар
Ханс Балдунг (1484—1545), немачки сликар
Винченцо Балсамо (рођен 1935), италијански сликар и вајар
Балтус (Балтазар Клосовски де Рола) (1908—2001), пољско француски сликар
Руперт Бани, (1864—1947), аустралијски сликар
Едвард Мичел Банистер (1828—1901), афроамерички сликар
Бапу (рођен 1933), индијски сликар
Леонард Бар (1905—1990), амерички сликар
Вилијам Барак (о. 1824—1903), аустралијски абориџински сликар
Владимир Бараноф-Росине (1888—1944), руски сликар
Ђовани Франческо Барбијери, (1591—1666), италијански сликар
Џејмс Бари, (1741—1806), британски сликар
Милена Павловић-Барили (1909—1945), српска сликарка
Џорџ Баркер (1882—1965), амерички сликар
Ерни Барнс (рођен 1938), амерички сликар
Микел Барсело (рођен 1957, шпански сликар
Ричмонд Барте (1901—1989), амерички вајар
Ханс фон Бартелс (1856—1913), немачки сликар
Џенифер Бартлет (рођена 1941),
Фра Бартоломео (1472—1517), италијански сликар
Франческо Бартолоци (1728—1815), италијански сликар
Франческо Басано старији (око 1470—1540), италијански сликар
Франческо Басано млађи (1566—1621), италијански сликар
Јакопо Басано (1510—1592), италијански сликар
Леандро Басано (1557—1622), италијански сликар
Светомир Арсић-Басара (рођен 1928), српски сликар
Жан-Мишел Баскијат (1960—1988), амерички графичар, сликар и цртач
Помпео Ђироламо Батони (1708—1787), италијански сликар
Вили Баумајстер (1889—1955), немачки сликар
Дирк Баутс (1415—1475), холандски сликар
Димитрије Бачевић (око 1700—1762), српски иконописац и графичар
Марки Башкирцев (1860—1884), украјински сликар

## Бед.. до Бжо..
Игнац Беднарик (1882—1963), румунски сликар
Камал уд-Дин Безад (око 1450—око 1535), персијски минијатуриста
Хенрика Бејер (1782—1855), пољска сликарка
П. Роструп Бејесен (1882—1952), дански сликар
Норманд Бејкер (1908—1955), аустралијски уметник
Френсис Бејкон (1909—1992), енглески сликар
Вајк Бејлис (1835—1906), енглески сликар, писац и песник
Томас Бејнс (1820—1875), енглески сликар и истраживач
Џејмс Бејнс (1766—1837), енглески сликар
Томас Мен Бејнс (1794—1854), енглески сликар
Вилијам Џејкоб Бер (1860—1941), амерички сликар
Леонард Бер (1905—1990), амерички сликар
Роберт Бејтман (1842—1922), енглески сликар
Роберт Бејтман (рођен 1930), канадски сликар
Дејвид Бејтс (рођен 1952), амерички сликар
Максвел Бејтс (1906—1980), канадски сликар и архитекта
Доменико Бекафуми (око 1486—1551), италијански сликар
Џасмин Бекет-Грифит (рођена 1979), америчка сликарка фантастике
Арнолд Беклин (1827—1901), швајцарски сликар
Макс Бекман (1884—1950), немачки сликар, графичар, вајар и писац
Роберт Бектл (рођен 1932), амерички сликар
Жђислав Бексињски (рођен 1929) пољски сликар
Ванеса Бел (1879—1961), енглеска сликарка
Ђентиле Белини (око 1429—1507), италијански сликар
Ђовани Белини (око 1430—1516), италијански сликар
Јакопо Белини (око 1400—1470), италијански сликар
Љубомир Белогаски (1912—1994, македонски сликар
Бернардо Белото (1720—1780), италијански сликар
Џорџ Весли Белоуз (1882—1925), амерички сликар
Лудвиг Бемелманс (1898—1962), амерички сликар
Мартин Бенка (1888—1971), словачки сликар и илустратор
Александар Беноа (1870—1960), француски уметник руског порекла
Френк Вестон Бенсон (1862—1951), амерички сликар
Томас Харт Бентон (1889—1975), амерички сликар
Вилхелм Бенц (1804—1832), дански сликар
Џејсон Бенџамин (рођен 1971), аустралијски сликар
Вилијам Џејкоб Бер (1860—1941), амерички сликар
Елбриџ Ер Бербанк (1858—1949), амерички сликар
Освалд Берли (1880—1952), новозеландски сликар
Џон Берн (рођен 1950), цртач стрипова и сликар
Емерик Бернард (рођен 1937), словеначки сликар
Јанез Берник (рођен 1933), словеначки сликар и графичар
Ђан Лоренцо Бернини (1598—1680), италијански сликар
Морис Луис Бернстајн (1912—1962), амерички апстрактни сликар
Вилијам Партриџ Берпи (1846—1940), амерички сликар
Алберт Бертсен (1866—1922), белгијски сликар, вајар
Чарлс Ефраим Берчфилд (1893—1967), амерички сликар
Јен Бесемер (рођен 1970), песник и сликар
Елса Бесков (1874—1953), шведска сликарка и писац
Анка Бестал (1861—1946), хрватска сликарка
Самуел Џон Ламорна Берч (1869—1955), енглески сликар
Владимир Бецић (1886—1954), хрватски сликар
Тадеуш Бжозовски (1818—1887), пољски сликар

## Бид.. до Бог..
Џорџ Бидл (1885—1973), амерички сликар
Јован Бијелић (1886—1964), српски сликар
Ајлер Биле (рођен 1910), дански скулптор и сликар
Иван Билибин (1876—1942), руски илустратор и позоришни сценограф
Хенри Билингс (1901—1987), амерички сликар
Ана Билинска-Бохдановичова (1857—1893), пољска сликарка
Чарлс Билич (рођен 1934), амерички сликар хрватског порекла
Џорџ Кејлеб Бингам (1811—1879), амерички сликар
Ромир (Ромари) Бирден (1914—1988), афроамерички сликар
Вилхелм Бисен (1836—1913), дански сликар
Алберт Бирстат (1830—1902), амерички сликар
Вилхелм Бисен (1836—1913), дански сликар
Бернар Бифе (1928—1999), француски сликар
Каптен Бифхарт (рођен 1941), авангардни блуз музичар и сликар
Тијери Биш (рођен 1953), француски уметник
Дејвид Џи Блајд (1815—1865), амерички сликар
Арнолд Бланш (1896—1968), амерички сликар
Вилијам Блејк (1757—1827), енглески сликар, песник
Ралф Алберт Блејклок (1847—1919), амерички сликар
Рос Блекнер (рођен 1949), амерички сликар
Базил Блекшо (рођен 1932), северноирски уметник
Изак ван ден Блоке (1572—1626), пољски сликар
Годфри Блоу (рођен 1948), аустралијски сликар
Карл Блох (1834—1890), дански сликар
Питер Блум (1906—1992), амерички сликар
Сесилија Бо (око 1900), америчка сликарка
Александар Богомазов (1880—1930), руски сликар
Кшиштоф Богушевски (1906—1988), пољски сликар

## Бод.. до Бра..
Карл Бодмер (1809—1893), швајцарски сликар
Никола Божидаревић (1460—1517), дубровачки и хрватски сликар
Олга Бознањска (1865—1940), пољска сликарка
Злаћо Бојаџијев (1903—1976), бугарски сликар
Артур Бојд (1920—1999), аустралијски сликар и вајар
Јозеф Бојс (1921—1986), немачки сликар
Томас Бок (1793—1855), аустралијски сликар
Михајло Бокорић (око 1700), српски сликар и иконописац
Анхел Боливер, мексички сликар
Дејвид Бомберг (1890—1957), енглески сликар
Пјер Бонар (1867—1947), француски сликар
Ђото ди Бондоне (1266—1337), италијански сликар
Клод Бонен—Писаро (рођен 1921), француски сликар
Роза Бонер (1822—1899), француска сликарка
Ричард Паркс Бонинтон (1801—1828), енглески сликар
Франческо Бонсињори (1460—1519), италијански сликар
Париз Бордон (1500—1571), италијански сликар
Пол-Емил Бордуа 1905—1960, канадски сликар
Џон Борн (рођен 1943), велшки уметник и сликар
Владимир Боровиковски (1757—1825), руски сликар украјинског порекла
Арон Бород (1907—1992), амерички сликар
Богдан Борчич (рођен 1926), словеначки сликар и графичар
Франсоа Босион (1828—1890), швајцарски сликар
Јан Бот (1609/10—1652), холандски сликар
Анхел Ботељо (1913—1986), порторикански сликар, вајар и графичар
Фернандо Ботеро (рођен 1932), колумбијански сликар
Сандро Ботичели (1445—1510), италијански сликар
Франческо Ботичели (око 1446—1497), италијански сликар
Ана Бох (1848—1936), белгијска сликарка
Хијеронимус Бош (око 1450—1516), холандски сликар
Амбросијус Бошхарт (1573—1612), холандски сликар
Брајтен Брајтенбах (рођен 1939), јужноафрички сликар и писац
Георг Хендрик Брајтнер (1857—1923), холандски сликар
Жорж Брак (1882—1963), француски сликар
Џон Брак (1920—1999), аустралијски сликар
Роберт Бракман (1898—1980), руски сликар
Јохан Кристијан Бранд (1722—1795), аустријски сликар
Јозеф Брант (1841—1915), пољски сликар
Мајкл Браун (рођен 1969), амерички сликар
Раш Браун (рођен 1948), амерички сликар
Сесили Браун (рођена 1969), енглеска сликарка
Форд Мадокс Браун (1821—1893), енглески сликар
Јанко Брашић (1906—1994), српски сликар

## Бре.. до Буш..
Карл Фредрик фон Бреда (1759 — 1818),
Алан Бреј (рођен 1946), амерички сликар
Пјер Брисо (1885—1964), француски илустратор и сликар
Вилијам-Адолф Бугеро (1825—1905), француски сликар
Ежен Буден (1824—1898), француски сликар
Антоњи Бродовски (1784—1832), пољски сликар
Јан Бројгел старији (1568—1625), фламански сликар
Јан Бројгел млађи (1601—1678), фламански сликар
Питер Бројгел старији (1525—1569), фламански сликар
Питер Бројгел млађи (1564—1638), фламански сликар
Луј ле Броки (рођен 1916), ирски сликар
Ен Брокман (1899—1943), америчка сликарка
Ањоло Бронзино (1503—1572), италијански сликар
Адријен Брувер (1605/6—1638), фламански сликар
Александер Брук (1898—1980), амерички сликар
Бертрам Брукер (1888—1955), канадски сликар
Микеланђело Буонароти (1475—1564), италијански вајар и сликар
Влахо Буковац (1855—1922, хрватски сликар
Вилхелм Буш (1832—1908), немачки сликар
Луј Буше (1896—1969), амерички сликар
Франсоа Буше (1703—1770), француски сликар
| Сликари: A Б В Г Д Ђ Е Ж З И Ј К Л Љ М Н Њ О П Р С Т Ћ У Ф Х Ц Ч Џ Ш |